# Classe Habsburg
La classe Habsburg est une classe de cuirassé pré-dreadnought construite pour la marine austro-hongroise. Elle fut la première à être lancée après  la classe Tegetthoff, de type dreadnought.
Ayant été commandés quelques années avant le déclenchement de la Première Guerre mondiale, les trois cuirassés ont eu une carrière limitée car devenus très vite obsolètes.

## Les unités de la classe
| Nom           | Lancement         | Chantier naval                         | Fin de carrière                                          | Photo |
| ------------- | ----------------- | -------------------------------------- | -------------------------------------------------------- | ----- |
| SMS Habsburg  | 9 septembre 1900  | Stabilimento Tecnico Triestino Trieste | attribué au Royaume-Uni vendu pour démolition en 1920-21 |       |
| SMS Árpád     | 11 septembre 1901 | Stabilimento Tecnico Triestino Trieste | attribué au Royaume-Uni vendu pour démolition en 1920-21 |       |
| SMS Babenberg | 14 octobre 1902   | Stabilimento Tecnico Triestino Trieste | attribué au Royaume-Uni vendu pour démolition en 1920-21 |       |

## Histoire
Après leur lancement, la classe de cuirassés Habsbourg a effectué de nombreux exercices avec ceux de la classe Monarch en mer Méditerranée. Après la construction d'une génération plus moderne, la classe Erzherzog Karl, la classe Habsburg devint très vite obsolète et fut affecté à la réserve navale en 1907, comme la classe Monarch.

Pour réduire leur silhouette les ponts supérieurs du Habsburg et du Arpad ont été supprimés en novembre 1911, mais pas pour le Babenberg.

Au début de la Première Guerre mondiale les trois navires formèrent la IVe division. Le Babenberg bombarda le port d'Ancône en 1915.
Après cela, les trois navires furent très inactifs et furent déclassés en 1916 pour transférer une grande partie de leurs équipages pour les sous-marins et les forces aériennes. Ils furent utilisés comme casernements des élèves-officiers ; puis démobilisés en 1918.

Après la reddition de l'Autriche-Hongrie ils furent cédés à la Grande-Bretagne et vendus à des chantiers italiens pour démolition.

## Caractéristiques  générales
- Déplacement : 8 900 tonnes
- Longueur : 114,5 m
- Largeur : 19,8 m
- Tirant d'eau : 7,1 m
- Rayon d'action : 3 600 miles à 12 nœuds
- Propulsion : 2 moteurs (16 chaudières Belleville)
- Combustible : 800 tonnes de charbon
- Équipage : 638 à 740 hommes
- Blindage :
ceinture = 220 mm
tourelles = 280 mm
casemate = 210 mm
pont = 40 à 63 mm
kiosque = 200 mm